# サラド川 (アルゼンチン)

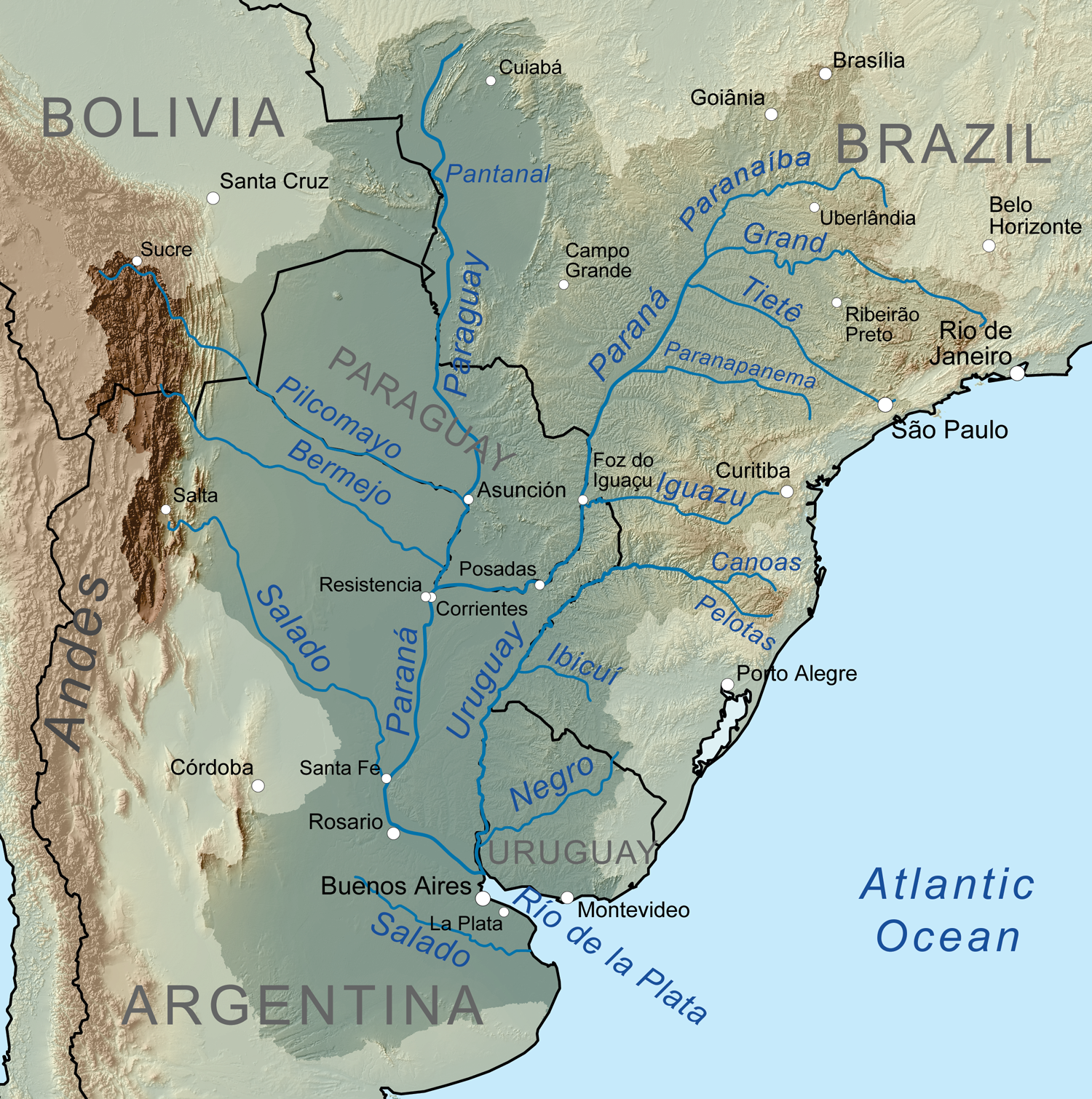
ラプラタ川水系の地図。サラド川は図の中央左を流れている。

サラド川 (サラドがわ、スペイン語: Río Salado, 英語: Salado River)は、アルゼンチン北部を流れる川。名称は「塩けのある川」の意味。全長は1,150km。サルタ州に端を発し、サンタフェ州でパラナ川に合流する。水量は時期によって大きく変化し、冬季には地域によって河床が完全に干上がることもある。

## 流域

### 上・中流部
サラド川の源流はアルティプラーノ高原の東端にあり、アンデス地域ではフラメント川と呼ばれる。標高6,500mのアカイや、カタマルカ州との州境にも近いサルタ州のカチ山に降った雪解水や雨水を集める。州都サルタの南にあるカブラ・コラル・ダムで流量が調整され、一部分は灌漑用に取水される。グラン・チャコ平原に入ると、いくつかの支流に分岐するが、広い河床のわずかな部分にしか川水は流れない。

### サンティアゴ・デル・エステロ州域
川は国道16号に沿って流れた後、トゥクマン州との州境付近からサンティアゴ・デル・エステロ州に入り、サラド川と名を変える。サンティアゴ・デル・エステロ州内を流れるもうひとつの主要河川にドゥルセ川（甘い川の意味）があり、北側のサラド川と南側のドゥルセ川は北西方向から南東方向に、州の経済的・人口統計的な軸である乾燥地帯を対角線的に流れる。川の流れはフィゲロア貯水池で調整され、デリバドール・ダムで流れの一部分が全長200kmの灌漑用の用水路となる。さらに下流では広い湿地を形成し、夏の水位上昇時には洪水を起こす。アニャトゥージャ湿原の下流では、河川の流れはかなり低減し、一年の大部分は川床が乾燥する。サラド川はサンティアゴ・デル・エステロ州内を約800km流れる。もっとも重要な支流にはサルタに端を発するカホン川があり、やがてオルコネス川と名前を変えた後に、サンティアゴ・デル・エステロ州内でサラド川と合流する。

### 下流部
サンタフェ州でサラド・デル・ノルテ（北のサラド川）となり、最後の重要な支流としてパラナ川と合流する。サンタフェ州の豊富な降水量がサラド川の流量増加を引き起こし、夏の雨季には洪水を起こして川岸から川水が氾濫することもある。2003年の洪水はサンタフェに深刻な影響を与えた。サラド川はサンタフェ南東にあるラグーンをともなった氾濫原でパラナ川と合流する。